# Biblioteca Sandro Penna
La Biblioteca comunale Sandro Penna è una biblioteca di Perugia, della frazione di San Sisto. Fa parte del Sistema bibliotecario comunale, che comprende la Biblioteca Augusta, Biblionet della frazione di Ponte San Giovanni, la Biblioteca San Matteo degli Armeni, specializzata sui temi della pace, della nonviolenza, dei diritti umani, del dialogo interculturale e interreligioso, la Biblioteca Villa Urbani e il Bibliobus, la biblioteca itinerante.

## L'edificio
È stata inaugurata nel maggio 2004; l'edificio progettato dall'architetto Italo Rota è costituito da un disco vetrato rosa che si illumina di notte, e, per la sua collocazione, forma e funzione, è diventato un punto nodale nel quartiere di San Sisto, elemento visibile e riconoscibile, riferimento per i cittadini del quartiere, anche grazie alla recente costruzione, accanto alla Biblioteca, del Teatro comunale "Bertolt Brecht" e alla vicinanza al Polo Unico Ospedaliero Santa Maria della Misericordia e alla Facoltà di Medicina e Chirurgia dell'Università degli Studi di Perugia.
La struttura della biblioteca è concepita con spazi aperti, che godono di luce naturale, con arredi colorati.
Il secondo piano è caratterizzato da un «disco formato da un rivestimento in vetro strutturale colorato montato su telai metallici curvi...La luce che filtra attraverso gli ampi vetri rosati crea un'atmosfera rilassante che favorisce la concentrazione. Inoltre, la luce che passa dai nove lucernari a oblò raggiunge tutti e tre i livelli tramite uno spazio vuoto al centro dell'edificio» .
La biblioteca è stata intitolata al poeta perugino Sandro Penna; una selezione di brani di alcune sue poesie e scritti, sono stati stampati su pannelli trasparenti che ricoprono le facciate laterali esterne dell'ingresso.
La 'Sandro Penna' è stata è inserita tra le biblioteche più stravaganti del mondo, descritta come una «delle 10 biblioteche in cui un amante di libri si deve assolutamente recare una volta nella vita. Posti straordinari, pensati da designer stravaganti che hanno trasformato le biblioteche in luoghi d'attrazione turistica».

## Il patrimonio
19.800 volumi; 26 periodici; 177 videocassette; 1300 DVD; 81 audiolibri; 50 libri in corpo 16/18 per ipovedenti; 673 cd musicali.

## L'organizzazione degli spazi e delle raccolte
La biblioteca si sviluppa su tre piani: al piano terreno si trovano le funzioni dedicate all'ospitalità, alle informazioni, al prestito, all'emeroteca e ai documenti multimediali; inoltre, si trova collocato il fondo Sereni contenente circa mille libri, donato dalla scrittrice Clara Sereni e il fondo Trani costituito dalla collezione di 1000 dischi in vinile, di musica classica, operistica, musica leggera italiana fino agli anni 60 circa. Il primo piano ospita la sala di lettura, con le postazioni multimediali e la parte più consistente del patrimonio librario; il secondo, quello più suggestivo, ospita la 'sala Ragazzi' con i libri adatti alle varie fasce di età.
Una particolare attenzione è stata dedicata ai piccolissimi e alle loro famiglie, con la creazione di uno spazio per il progetto Nati per leggere; la sala ospita anche laboratori, letture, animazioni e progetti di promozione della lettura rivolti alle scuole.
L'intera collezione – libri, riviste, cd e DVD - disposta a scaffale aperto, è direttamente fruibile dagli utenti per la consultazione in sede e il prestito. Inoltre è disponibile la navigazione internet libera e gratuita tramite i pc della biblioteca o in modalità Wi-Fi con propri dispositivi mobili.